# Klubben-Rickleån
Klubben-Rickleån este o arie protejată (arie specială de conservare — SAC, sit de importanță comunitară — SCI) din Suedia întinsă pe o suprafață de 87,1 ha, integral pe uscat.

## Localizare
Centrul sitului Klubben-Rickleån este situat la coordonatele 64°04′52″N 20°57′08″E / 64.081°N 20.9523°E.

## Înființare
Situl Klubben-Rickleån a fost declarat sit de importanță comunitară în iunie 2001 pentru a proteja 1 specie de animale. Situl a fost protejat și ca arie specială de conservare în martie 2011.

## Biodiversitate
Situată în ecoregiunile boreală și marină baltică, aria protejată conține 11 habitate naturale: Cursuri de apă de la nivel de câmpie la nivel montan, cu vegetație Ranunculion fluitantis și Callitricho-Batrachion, Taiga vestică, Recifuri, Lagune de coastă, Lacuri și iazuri distrofice naturale, Păduri naturale în etape succesive primare ale suprafețelor emergente de coastă, Mlaștini turboase de tranziție și turbării mișcătoare, Faleze cu vegetație de pe coastele atlantice și baltice, Insulițe și insule mici din Baltica boreală, Vegetație perenă pe țărmurile stâncoase, Litoraluri nisipoase din Baltica boreală cu vegetație perenă.
La baza desemnării sitului se află o specie protejată de  pești: somonul (Salmo salar).